# Colline Vítkov
Le Vítkov (en allemand Veitsberg) est une colline culminant à 271 m située à Prague. L'élévation allongée, largement couverte par la forêt, sépare la partie nord de Karlín de la partie sud de Žižkov. Le monument national de Vitkov avec la statue équestre colossale de Jan Žižka domine la colline à l'ouest, vers le centre-ville. A côté se trouve un parc de 15 hectares et un complexe sportif. Le musée militaire de Žižkov est situé au pied de la colline.

## Histoire

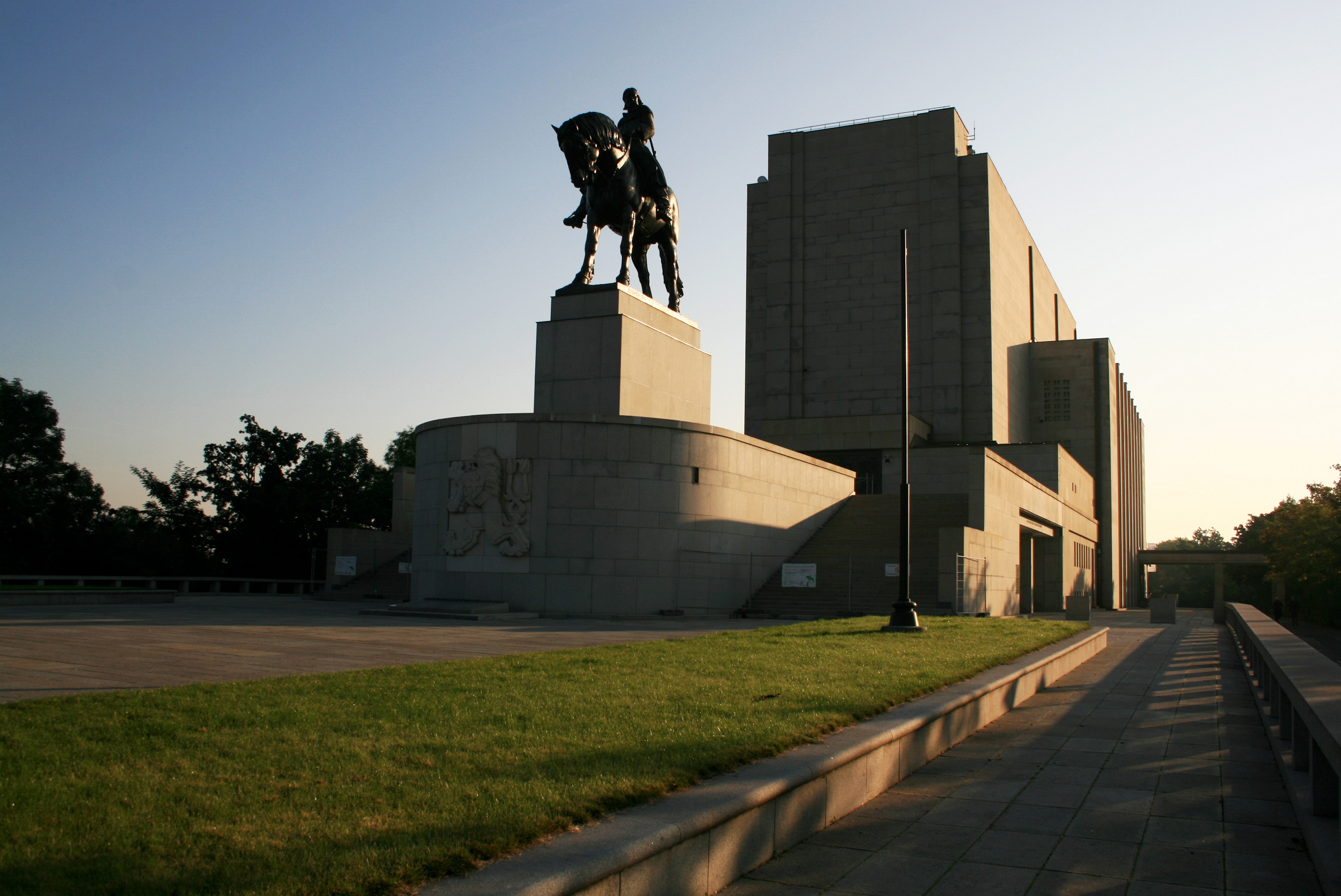
Monument national sur le Vítkov

La montagne porte le nom du conseiller de Prague Vítek z Hora, qui possédait des vignobles sur les pentes sous le règne de Charles IV . La colline a acquis une importance historique pendant les guerres hussites. Dans la bataille de Vitusberg du 14 juillet 1420, les troupes hussites dirigées par le chef militaire Jan Žižka ont vaincu leurs adversaires catholiques. Des efforts pour ériger un monument à Žižka sur la montagne avaient eu lieu dans les années 1870. La statue équestre et le monument fonctionnaliste ont finalement été érigés dans les années 1930.

## Circulation
Quatre tunnels mènent à travers la colline. Le tunnel piéton de 1953 relie les quartiers voisins. De Žižkov au nord jusqu'à Karlín, la pente est nette.
L'ancien tunnel ferroviaire était sur la ligne ferroviaire de Prague à Turnov et reliait la gare principale à la gare de Vysočany. En 2008, la nouvelle connexion avec deux tunnels parallèles a été ouverte. Une piste cyclable traverse désormais l'ancien tunnel .

## Liens web
- Vítkov Portail touristique de la ville de Prague